# Tamnay-en-Bazois
Tamnay-en-Bazois este o comună în departamentul Nièvre din centrul Franței. În 2009 avea o populație de 184 de locuitori.

## Evoluția populației
| An        | 1975 | 1982 | 1990 | 1999 | 2006 | 2009 |
| --------- | ---- | ---- | ---- | ---- | ---- | ---- |
| Populație | 253  | 204  | 174  | 175  | 182  | 184  |